# Dar'ja Zabinski
Dar'ja Zabinski (in russo Дарья Забински?; Mosca, 29 luglio 1983) è un'attrice russa.

## Biografia
Nata a Mosca, in Russia, nel 1983, nel 1991 si trasferì assieme ai genitori negli Stati Uniti d'America.
Durante la carriera scolastica, eccelse in numerosi sport, quali il calcio, il basket, il softball, il nuoto e l'hockey su ghiaccio. Tuttavia abbandonò presto la carriera sportiva, per intraprendere quella teatrale, partecipando alle rappresentazioni scolastiche.
Dar'ja ha studiato al Rhode Island College.

## Filmografia

### Attrice
- Bone Sickness, regia di Brian Paulin (2004)
- Anything for Love, regia di Dan Hnatio, James Marszalkowski (2005)
- Brotherhood - Legami di sangue, serie televisiva (2006)
- Hard Luck - Uno strano scherzo del destino (Hard Luck), regia di Mario Van Peebles (2006)
- The Education of Charlie Banks, regia di Fred Durst (2007)
- Normal Adolescent Behavior, regia di Beth Schacter (2007)
- Tanner Hall - Storia di un'amicizia (Tanner Hall), regia di Francesca Gregorini, Tatiana von Furstenberg (2009)